# 乌拉圭无政府主义
乌拉圭无政府主义深刻影响着该国的工运组织。乌拉圭自由意志主义运动受国际影响颇深，西班牙和意大利的工人移民对其发展产生了尤为重大的影响。其与整个拉丁美洲的革命运动同样关系密切，特别是与其邻国阿根廷和巴西。

## 历史
1875年，在法国巴黎公社流亡者和西班牙州省革命流亡者的倡议下，“乌拉圭东部共和国地区联合会”在蒙得维的亚成立。受米哈伊尔·亚历山德罗维奇·巴枯宁影响，蒙得维的亚联合会在与反权威国际保持了一年多的通信联系后，于1877年9月的韦尔维耶大会第一届会议上正式加入了该组织。
20世纪的最初几年里，乌拉圭的工人通过他们建立的第一个工会增进了其组织能力，随后于1905年又成立了借鉴阿根廷地区工人联合会无政府工团主义模式的乌拉圭地区工人联合会（FORU）。
20世纪50年代，乌拉圭的无政府主义者与重浸派基督徒联合建立了一个混合社区，名为“南方社区”（西班牙語：Comunidad del Sur）。

## 延伸阅读
- Cappelletti, Angel J. . . 由Gabirel Palmer-Fernández翻译. Edinburgh: AK Press. 2018: 99–118. ISBN 9781849352826. OCLC 1044939183.
- Zaidman, Pierre-Henri. . Centre International de Recherches sur l'Anarchisme (Pages d’histoire). 2018  [2022-06-06]. ISBN 978-2-9563704-0-6. （原始内容存档于2021-01-26）.